# Progresivo (álbum)
Progresivo es el primer álbum de estudio del cantante Magnate como solista, en ese momento conocido por ser integrante del dúo Magnate & Valentino. Fue publicado el 19 de junio de 2007 a través de VI Music y la subsidiaria de Universal, Machete Music.
El álbum fue resultado de una separación temporal en 2006, luego de la publicación de su álbum de grandes éxitos Before & After. En cuanto a ritmos, el cantante describe las fusiones con cumbia, vallenato y en especial, la balada romántica. Como parte de una fuerte promoción, el cantante se presentó en el Desfile Nacional Puertorriqueño en Nueva York, además de visitar otras ciudades como Los Ángeles y Miami.

## Lista de canciones
| N.º   | Título                   | Productor(es)         | Duración |  |
| 1.    | «Intro»                  | Eliel                 | 1:00     |  |
| 2.    | «Nuestro amor es así»    | Mambo Kingz           | 2:57     |  |
| 3.    | «Amar es» (con Arcángel) | Fade                  | 3:43     |  |
| 4.    | «Cómo hacer»             | Mambo Kingz           | 3:57     |  |
| 5.    | «Un día más»             | Eliel                 | 3:58     |  |
| 6.    | «Por ti»                 | José Gómez            | 3:53     |  |
| 7.    | «Me pones mal»           | Eliel                 | 3:21     |  |
| 8.    | «Un juego»               | Miguel Torres · Eliel | 3:33     |  |
| 9.    | «Eh verda»               | Eliel                 | 3:17     |  |
| 10.   | «Stand By»               | Mambo Kingz           | 3:39     |  |
| 11.   | «Candela»                | Doble A & Nales       | 3:24     |  |
| 12.   | «Muñequita»              | Mambo Kingz           | 3:09     |  |
| 13.   | «Nena linda»             | Mambo Kingz           | 3:17     |  |
| 43:08 |                          |                       |          |  |

## Créditos y personal
Adaptados desde AllMusic.
- Ramon Oliveira – Artista principal, composición.
- Louis Martínez – Director creativo, fotografía.
- Esteban Piñero – Masterización.
- Miguel Torres – Arreglista, composición, mezcla.
- Mambo Kingz – Arreglista, composición, mezcla.
- José Gómez – Arreglista.
- Jorge Laboy – Guitarra.
- Ramón “Ray” Casillas – Guitarras, producción de audio.
- Jorge Padilla – Percusión.
- Juan Luis Guzmán – Composición.
- Eliel Lind Osorio – Producción.
- José Morales (Fade) – Producción.
- Alex Quiles – Composición.
- Austin Santos – Artista invitado, composición.
- Gabriel Pérez Cruz – Composición (4, 11).
- Aaron Peña (Doble A) – Mezcla, producción.
- Anthony Cotto (Nales) – Producción.

## Posicionamiento en listas
| Listas (2007)                        | Mejor posición |
| ------------------------------------ | -------------- |
| Estados Unidos (Latin Rhythm Albums) | 18             |